# Primera Liga de Yugoslavia 1991-92
La Primera Liga de Yugoslavia en su temporada 1991-92 fue la 63.ª edición del torneo de liga y la última en que equipos de Bosnia y Herzegovina y Macedonia participaron, ya que en 1992 ambos países declararon su independencia de Yugoslavia debido a la guerra de Bosnia. El final del campeonato marcó la última edición de la liga de la República Federal Socialista de Yugoslavia.
El campeón fue el Estrella Roja de Belgrado, que consiguió su tercer título consecutivo y el 19.° de su historia.

## Formato de competición
Los dieciocho clubes disputan dos ruedas a partidos de ida y vuelta con un total de 34 juegos por cada equipo. Se otorgaron dos puntos por victoria, los partidos empatados se definieron mediante lanzamientos penales donde el ganador obtiene un punto.
Al final de temporada los clubes Bosnios FK Sarajevo, Velež Mostar, Sloboda Tuzla, Željezničar Sarajevo al igual que los clubes macedonios Vardar Skopje y Pelister Bitola abandonaron la liga para pasar a disputar las nuevas liga de Bosnia y la Primera División de Macedonia. Solo el club Bosnio Borac Banja Luka perteneciente a la zona Serbia de Bosnia permaneció un año más en la nueva liga de la RF Yugoslavia,
Debido a la guerra de Bosnia, los clubes bosnios no pudieron finalizar la temporada, el Željezničar Sarajevo abandono la liga en la fecha 17° y los otros transcurrida la segunda rueda del campeonato, los resultados para efectos del torneo fueron adjudicados a sus rivales con resultado de 3-0.

## Tabla
| Pos | Club                   | PJ | PG | PE | PP | GF | GC | DG | Dif. | Puntos |
| --- | ---------------------- | -- | -- | -- | -- | -- | -- | -- | ---- | ------ |
| 1   | Estrella Roja Belgrado | 33 | 23 | 5  | 4  | 5  | 77 | 24 | +53  | 56     |
| 2   | Partizan Belgrado      | 33 | 21 | 10 | 4  | 2  | 59 | 18 | +41  | 46     |
| 3   | FK Vojvodina Novi Sad  | 33 | 19 | 5  | 4  | 9  | 45 | 31 | +14  | 42     |
| 4   | OFK Belgrado           | 33 | 19 | 8  | 3  | 6  | 62 | 36 | +26  | 41     |
| 5   | Proleter Zrenjanin     | 33 | 16 | 4  | 3  | 13 | 41 | 43 | -2   | 35     |
| 6   | Vardar Skopje          | 33 | 15 | 6  | 4  | 12 | 50 | 34 | +16  | 34     |
| 7   | Rad Belgrado           | 33 | 14 | 3  | 1  | 17 | 48 | 43 | +5   | 29     |
| 8   | Borac Banja Luka       | 33 | 11 | 10 | 6  | 11 | 24 | 32 | -8   | 28     |
| 9   | FK Sarajevo            | 32 | 12 | 6  | 3  | 14 | 33 | 45 | -12  | 27     |
| 10  | FK Zemun               | 33 | 12 | 7  | 2  | 14 | 44 | 43 | +1   | 26     |
| 11  | Radnički Niš           | 33 | 12 | 5  | 2  | 16 | 37 | 45 | -8   | 26     |
| 12  | Budućnost Titogrado    | 33 | 10 | 8  | 3  | 15 | 30 | 32 | -2   | 23     |
| 13  | Sutjeska Nikšić        | 33 | 11 | 6  | 1  | 16 | 40 | 47 | -7   | 23     |
| 14  | Velež Mostar           | 32 | 10 | 5  | 3  | 17 | 34 | 53 | -19  | 23     |
| 15  | Pelister Bitola        | 33 | 9  | 3  | 2  | 21 | 30 | 57 | -27  | 20     |
| 16  | Spartak Subotica       | 33 | 7  | 9  | 3  | 17 | 24 | 49 | -25  | 17     |
| 17  | Sloboda Tuzla          | 31 | 7  | 3  | 2  | 21 | 21 | 61 | -40  | 16     |
| 18  | Željezničar Sarajevo   | 17 | 6  | 3  | 3  | 8  | 18 | 24 | -6   | 15     |

- Técnico del Campeón: Vladimir Popović (Estrella Roja Belgrado).
- Máximo goleador: Darko Pančev (Estrella Roja Belgrado) con 25 anotaciones.

## Segunda Liga
- Clubes ascendidos Napredak Kruševac, Hajduk Kula, FK Bečej, Mogren Budva, OFK Kikinda, Radnički Belgrado, FK Priština.

| Pos | Club                   | PJ | PG | PE    | PP | GF | GC | Dif. | Puntos |
| --- | ---------------------- | -- | -- | ----- | -- | -- | -- | ---- | ------ |
| 1   | FK Bečej               | 36 | 23 | 5 (2) | 8  | 69 | 34 |      | 48     |
| 2   | Hajduk Kula            | 36 | 21 | 6 (5) | 9  | 62 | 34 |      | 47     |
| 3   | Radnički Belgrado      | 36 | 20 | 7 (3) | 9  | 58 | 38 |      | 43     |
| 4   | Mogren Budva           | 36 | 20 | 5 (2) | 11 | 56 | 36 |      | 42     |
| 5   | FK Priština            | 36 | 17 | 8 (5) | 11 | 50 | 35 |      | 39     |
| 6   | OFK Kikinda            | 36 | 19 | 1 (1) | 16 | 52 | 44 |      | 39     |
| 7   | Napredak Kruševac      | 36 | 16 | 7 (5) | 13 | 61 | 47 |      | 37     |
| 8   | Sloboda Titovo Užice   | 36 | 15 | 8 (6) | 13 | 39 | 37 |      | 36     |
| 9   | Radnički Kragujevac    | 36 | 16 | 5 (3) | 15 | 52 | 44 |      | 35     |
| 10  | Mačva Šabac            | 36 | 15 | 4 (1) | 17 | 49 | 46 |      | 31     |
| 11  | Borac čačak            | 36 | 13 | 9 (2) | 14 | 42 | 41 |      | 28     |
| 12  | Teteks Tetovo          | 36 | 14 | 3 (0) | 19 | 45 | 68 |      | 28     |
| 13  | FK Vrbas               | 36 | 12 | 8 (3) | 16 | 45 | 50 |      | 27     |
| 14  | Jedinstvo Bijelo Polje | 36 | 11 | 9 (5) | 16 | 41 | 50 |      | 27     |
| 15  | FK Bor                 | 36 | 10 | 8 (6) | 18 | 35 | 51 |      | 26     |
| 16  | Čelik Zenica           | 19 | 10 | 4 (3) | 5  | 38 | 18 |      | 23     |
| 17  | FK Balkan Skopje       | 36 | 10 | 8 (2) | 18 | 26 | 54 |      | 22     |
| 18  | Leotar Trebinje        | 36 | 10 | 4 (2) | 22 | 37 | 64 |      | 22     |
| 19  | Rudar Ljubija          | 36 | 10 | 3 (1) | 23 | 29 | 67 |      | 21     |
| 20  | Iskra Bugojno          | 19 | 3  | 4 (1) | 12 | 15 | 40 |      | 7      |